# Andorrští zelení
Andorrští zelení (Partit Verds d'Andorra) je politická strana v Andoře prosazující zelenou politiku. Byla založena v roce 2003 a do současné doby nezískala zastoupení v parlamentu.